# 利耶卢佩
利耶卢佩是拉脱维亚尤尔马拉市的一个住宅区和街区。利耶卢佩火车站建于1913年。